# Eilsbusch bei Wethen
Eilsbusch bei Wethen este o arie protejată (arie specială de conservare — SAC, sit de importanță comunitară — SCI) din Germania întinsă pe o suprafață de 4,13 ha, integral pe uscat.

## Localizare
Centrul sitului Eilsbusch bei Wethen este situat la coordonatele 51°29′04″N 9°05′20″E / 51.4844°N 9.0889°E.

## Înființare
Situl Eilsbusch bei Wethen a fost declarat sit de importanță comunitară în noiembrie 2004 pentru a proteja 3 specii de animale. Situl a fost protejat și ca arie specială de conservare în martie 2008.

## Biodiversitate
Situată în ecoregiunea continentală, aria protejată conține 3 habitate naturale: Pajiști uscate seminaturale și facies de acoperire cu tufișuri pe substraturi calcaroase (Festuco-Brometalia) (* situri importante pentru orhidee), Fânețe de joasă altitudine (Alopecurus pratensis, Sanguisorba officinalis), Păduri de stejar și carpen Galio-Carpinetum.
La baza desemnării sitului se află mai multe specii protejate de  păsări (3): buha (Bubo bubo), pietrar sur (Oenanthe oenanthe), lăstun de mal (Riparia riparia).
Pe lângă speciile protejate, pe teritoriul sitului au mai fost identificate 13 specii de plante, 20 de specii de nevertebrate, 3 specii de reptile.